# VR-Bank in Südniedersachsen

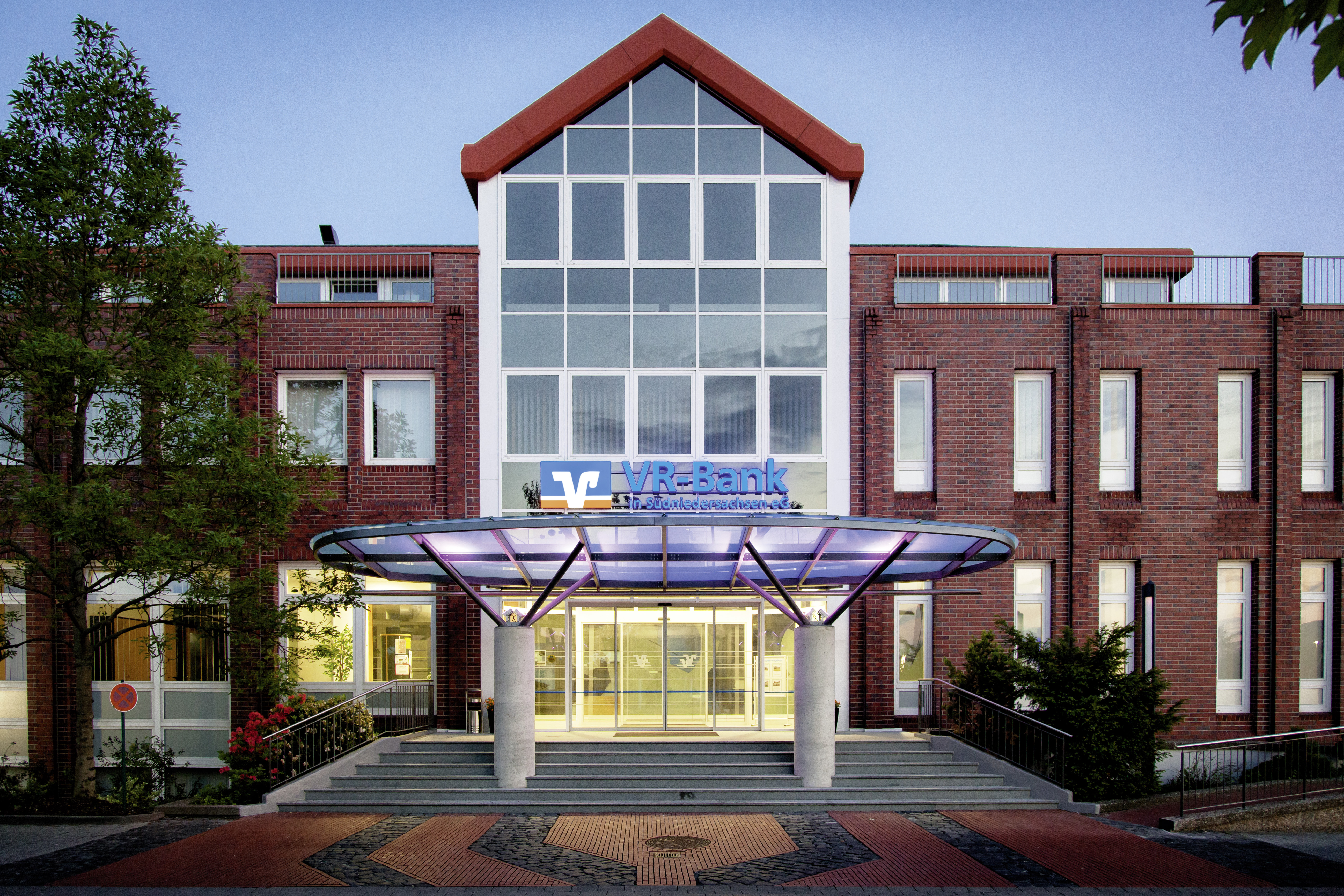
Hauptgeschäftsstelle Dransfeld, Heinrich-Sohnrey-Straße 1, 37127 Dransfeld

Die VR-Bank in Südniedersachsen eG ist eine Genossenschaftsbank im südlichen Niedersachsen mit Sitz in Holzminden.

## Organisationsstruktur
Die VR-Bank in Südniedersachsen eG ist eine dezentral aufgestellte Genossenschaftsbank. Rechtsgrundlagen sind das Genossenschaftsgesetz und die durch den Aufsichtsrat erlassene Satzung. Organe der Bank sind der Vorstand, der Aufsichtsrat und die Vertreterversammlung.

## Geschäftsausrichtung und Geschäftserfolg
Die Bank betreibt das Universalbankgeschäft. Im Verbundgeschäft arbeitet sie mit der DZ Bank, R+V Versicherung, Bausparkasse Schwäbisch Hall, Teambank, VR Leasing und der Union Investment zusammen. Im Bereich des Immobiliengeschäftes arbeitet sie mit der Immobilien eG der Volksbanken und Raiffeisenbanken mit Sitz in Göttingen zusammen, einer von der VR-Bank in Südniedersachsen eG sowie vier weiteren regionalen Genossenschaftsbanken getragenen Immobiliengesellschaft.

## Geschäftsgebiet und Geschäftsstellen

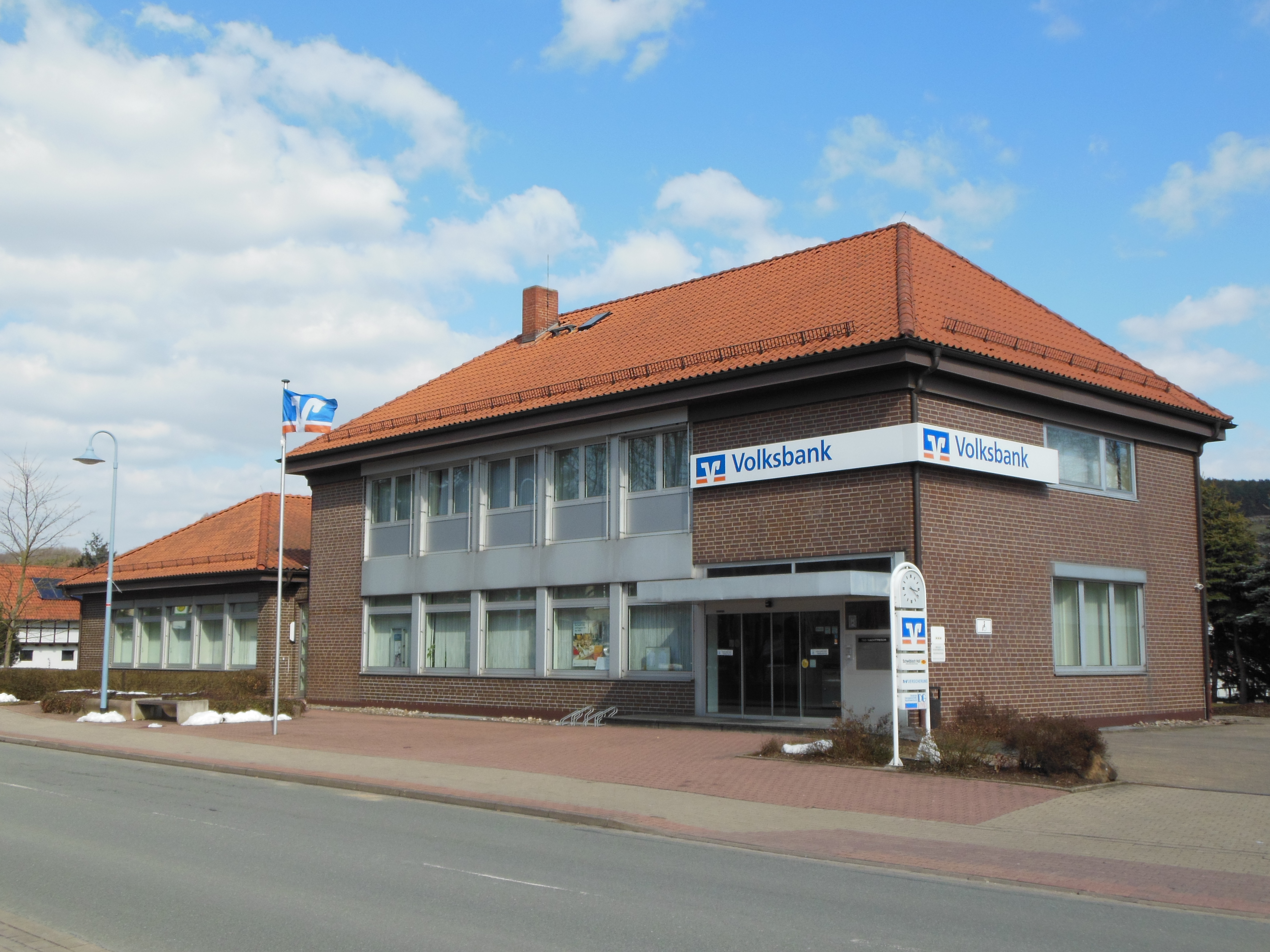
Hauptgeschäftsstelle Dassel, Sitz der ehemaligen Volksbank eG

Das Bank-Geschäftsgebiet liegt in Südniedersachsen und besteht aus zwei vollständig voneinander getrennten Gebieten. Es umfasst einerseits die Samtgemeinde Dransfeld, die Stadt Hann. Münden, die Gemeinde Staufenberg sowie Teile der Gemeinden Gleichen und Friedland im Landkreis Göttingen und andererseits die Stadt Holzminden sowie Teile des Landkreises Holzminden sowie der Städte Dassel und Einbeck im nördlichen Landkreis Northeim.
An diesen Orten betreibt die VR-Bank in Südniedersachsen eG Geschäftsstellen und SB-Stellen:
- Holzminden (Hauptgeschäftsstelle, jur. Sitz)
- Dassel (Hauptgeschäftsstelle)
- Dransfeld (Hauptgeschäftsstelle)
- Hann. Münden, Bahnhofstraße (Hauptgeschäftsstelle)
- Hehlen (Hauptgeschäftsstelle)
- Bevern (Geschäftsstelle)
- Einbeck-Edemissen (Geschäftsstelle)
- Friedland-Groß Schneen (Geschäftsstelle)
- Holzminden-Altendorf (Geschäftsstelle)
- Polle (Geschäftsstelle)
- Stadtoldendorf (Geschäftsstelle)
- Staufenberg-Landwehrhagen (Geschäftsstelle)
- Hann. Münden, Auefeld (SB-Stelle im HIT-Markt)
- Hann. Münden, Wiershäuser Weg (SB-Stelle am Edeka-Markt)
- Hann. Münden, Wilhelmshäuser Straße (SB-Stelle am Penny-Markt)
- Hann. Münden, Ziegelstraße (SB-Stelle)

## Warengeschäft
Neben dem Bankgeschäft betreibt die VR-Bank in Südniedersachsen eG auch ein umfangreiches Warengeschäft. So unterhält die Bank neben dem für ländliche Raiffeisenbanken üblichen Agrarhandel auch mehrere Tankstellen, eine Ölmühle sowie einen Baustoff-Fachhandel. Das Geschäftsgebiet des Warengeschäfts geht dabei weit über die Grenzen des Bank-Geschäftsgebiets hinaus. So werden folgende Warenstandorte unterhalten:
- Adelebsen (Warenlager, Tankstelle)
- Barterode (Tankstelle)
- Beverungen (Warenlager)
- Dassel (Tankstelle)
- Dassel-Lauenberg (Tankstelle)
- Dransfeld (Warenlager, Mineralölhandel, Tankstelle, Raiffeisen-Markt)
- Duderstadt (Warenlager, Mineralölhandel, Tankstelle, Raiffeisen-Markt)
- Einbeck-Edemissen (Tankstelle)
- Friedland-Groß Schneen (Raiffeisen-Markt)
- Gernrode (Warenlager, Tankstelle, Transporte AHT Agrarhandel & Transport GmbH Gernrode)
- Gieboldehausen (Warenlager, Tankstelle)
- Greußen (Warenlager)
- Hardegsen (Tankstelle)
- Kalefeld (Warenlager, Mineralölhandel, Tankstelle)
- Dassel-Markoldendorf (Warenlager, Tankstelle)
- Moringen (Warenlager, Tankstelle, Baustoff-Fachhandel Bierkamp)
- Mühlhausen/Thüringen (Pflanzenschutzlager)
- Rosdorf-Obernjesa (Warenlager, Mineralölgeschäft)
- Schoningen (Tankstelle)
- Sohlingen (Tankstelle)
- Staufenberg-Landwehrhagen (Warenlager, Tankstelle)
- Uslar (Warenlager, Raiffeisenmarkt)

## Geschichte
Im Jahr 1894 wurde die Spar- und Darlehnskasse Landwehrhagen gegründet, deren erstes Statut am 12. November 1894 errichtet wurde. In den 1960er Jahren erfolgten mehrere Zusammenschlüsse mit benachbarten Genossenschaftsbanken. So erfolgte 1962 die Übernahme der Spar- und Darlehnskasse Speele, 1963 die Spar- und Darlehnskassen Sichelnstein und Lutterberg, 1965 die Raiffeisenkasse Escherode, 1966 die Raiffeisenbank Uschlag und 1968 die Raiffeisenkasse Benterode. Der Name der Spar- und Darlehnskasse Landwehrhagen wurde in Raiffeisenbank eG geändert.
Im Mai 1987 wurde die Fusion mit der Volksbank Dransfeld eG beschlossen. Die Firmierung der vereinigten Bank lautete Volksbank eG, Dransfeld-Staufenberg. Der Sitz blieb in Staufenberg-Landwehrhagen.
Die nächste Fusion erfolgte im Jahr 1991 durch Übernahme der Raiffeisenbank Groß Schneen eG mit Sitz in Friedland-Groß Schneen.
Mit der Übernahme der Volksbank Hann. Münden eG im Jahr 1994 und Umfirmierung in Volksbank eG wurde der Umfang des Bank-Geschäftsgebiets erneut erweitert. Im Dezember 1995 wurde die Sitzverlegung von Staufenberg nach Dransfeld sowie die Umfirmierung in Volksbank eG Dransfeld Groß Schneen Hann. Münden Staufenberg beschlossen.
Im weiteren geschichtlichen Verlauf der Bank wurde das Warengeschäft umfangreich ausgebaut. So erfolgten mehrere Fusionen mit reinen Warengenossenschaften: Im Jahr 1998 mit der Erzeugergemeinschaft für Qualitätsgetreide Dransfeld eG, im Jahr 2006 mit der Raiffeisen-Warengenossenschaft eG mit Sitz in Hardegsen und im Jahr 2011 mit der Kornhaus Duderstadt eG.
Ebenfalls im Jahr 2011 erfolgte die Umfirmierung von Volksbank eG Dransfeld Groß Schneen Hann. Münden Staufenberg in den heutigen Namen.
Auf der Vertreterversammlung am 24. Juni 2013 wurde die Übernahme der Volksbank eG mit Sitz in Dassel beschlossen. Die Eintragung in das Genossenschaftsregister erfolgte am 11. Oktober 2013. Mit der Fusion wurde das Bank-Geschäftsgebiet um die vier Standorte Dassel, Edemissen, Lauenberg und Sülbeck und damit um ein vollständig vom ursprünglichen Geschäftsgebiet abgetrenntes Gebiet erweitert.
Im Juni 2017 wurde die Fusion mit der benachbarten Volksbank Weserbergland eG in Holzminden geschlossen. Durch die Fusion entstand eine Genossenschaftsbank mit einem betreuten Kundenvolumen von rund 1,8 Mrd. Euro, 170 Mio. Euro Eigenkapital und rund 330 Mitarbeitern. Der Hauptsitz der Bank ist in Holzminden.

## Vorgänger-Institute (fusioniert bzw. verschmolzen)
- VR-Bank in Südniedersachsen eG, Dransfeld (bis 2017)
  - VR-Bank in Südniedersachsen eG, Dransfeld (bis 2013)
    - Volksbank eG Dransfeld Groß Schneen Hann. Münden Staufenberg, Dransfeld (bis 2011)
      - Volksbank eG Dransfeld Groß Schneen Hann. Münden Staufenberg, Dransfeld (bis 2006)
        - Volksbank eG Dransfeld Groß Schneen Hann. Münden Staufenberg, Dransfeld (bis 1998) (bis 1995 Volksbank eG, Staufenberg)
          - Volksbank Hann. Münden eG (bis 1994)
          - Volksbank eG, Dransfeld-Staufenberg, Landwehrhagen (bis 1994)
            - Raiffeisenbank Groß Schneen eG (bis 1991)
            - Volksbank eG, Dransfeld-Staufenberg, Landwehrhagen (bis 1991)
              - Volksbank Dransfeld eG (bis 1987)
              - Raiffeisenbank eG, Landwehrhagen (bis 1987)
                - Spar- und Darlehnskasse Landwehrhagen eGmbH
                - Spar- und Darlehnskasse Speele eGmbH (bis 1962)
                - Spar- und Darlehnskasse Sichelnstein eGmbH (bis 1963)
                - Spar- und Darlehnskasse Lutterberg eGmbH (bis 1963)
                - Raiffeisenkasse Escherode eGmbH (bis 1965)
                - Raiffeisenbank Uschlag eGmbH (bis 1966)
                - Raiffeisenbank Benterode eGmbH (bis 1968)

        - Erzeugergemeinschaft für Qualitätsgetreide Dransfeld eG (bis 1998)

      - Raiffeisen-Warengenossenschaft eG, Hardegsen (bis 2006)

    - Kornhaus Duderstadt eG (bis 2011)

  - Volksbank eG, Dassel (bis 2013) (bis 1970 Spar- und Darlehnskasse Mackensen eG)
    - Molkereigenossenschaft Mackensen eGmbH (bis 1951)
    - Genossenschaftsbank Dassel eGmbH (bis 1970)
      - Spar- und Darlehnskasse Merxhausen eGmbH (bis 1943)
      - Landwirtschaftliche Bezugs- und Absatzgenossenschaft Dassel eGmbH (bis 1966)

    - Spar- und Darlehnskasse eG Lauenberg (bis 1974)
    - Raiffeisenbank Edemissen eG (bis 1990)
      - Landwirtschaftliche Maschinengenossenschaft Edemissen eGmbH (bis 1953)
      - Spar- und Darlehnskasse Dörrigsen eGmbH (bis 1964)
      - Spar- und Darlehnskasse Sülbeck eG (bis 1973)

  - Volksbank Weserbergland eG, Holzminden (bis 2017) (bis 1970 Volksbank Holzminden eGmbH)
    - Spar- und Darlehnskasse Neuhaus eGmbH, Neuhaus im Solling (bis 1959)
    - Volksbank Polle eGmbH (bis 1966)
    - Raiffeisenbank eG, Hehlen (bis 2000; gegründet 1893, zuletzt Bilanzsumme von 144 Millionen DM)
      - Spar- und Darlehnskasse Ottenstein eG (bis 1977)
      - Raiffeisenbank eG, Bodenwerder-Rühle (bis 1981)
      - Raiffeisenbank Stadtoldendorf eG (bis 1994)

    - Raiffeisenbank eG, Bevern (bis 2002; gegründet 1900, zuletzt Bilanzsumme von 70 Millionen DM)
    - Raiffeisenbank Holzminden eG (bis 2003; gegründet 1901 als Spar- und Darlehnskassen-Verein mit Sitz in Altendorf, zuletzt Bilanzsumme von 24 Millionen Euro)